# ブロードバンド!ニッポンサタデースペシャル 涙のメールりくえすと
『ブロードバンド!ニッポンサタデースペシャル 涙のメールりくえすと』（ぶろーどばんどにっぽんさたでーすぺしゃる なみだのりくえすと）はインターネット動画配信サイトLFX mudigiにて、2003年9月から2007年3月24日まで配信した音楽番組。

## 概要
2003年9月、ブロードバンド!ニッポンの土曜版として、ニッポン放送の地上波にて、1990年10月から開始して来た『涙の電話リクエスト』シリーズを、LFX mudigiにてオリジナル番組である、『社員ニング サタデー・ライブ』と地上波サイマル放送の『トキちゃんの今日もいい朝!はじまるよ!!』を終了させ、番組開始。
パーソナリティは、ニッポン放送の増山が単独で担当する。番組コンセプトは原則として女性しか楽曲リクエスト出来ない構成となっており、週替わりのテーマメッセージと女性のアナタの今、聴きたい曲満載を謳っている。

## 配信時間
- 土曜 14:00 - 17:00 - 2003年9月 - 2007年3月24日

## 出演者

### パーソナリティ

#### 放送終了時点
- 上田郁代（タレント、舞台女優） - 2006年10月7日 - 2007年3月24日

#### 過去
- 増山さやか（ニッポン放送アナウンサー） - 2003年9月 - 2006年9月30日

#### 代理パーソナリティ
- 増田みのり（当時：ニッポン放送アナウンサー） - 2004年8月28日、9月4日、2006年9月
- 新保友映（当時：ニッポン放送アナウンサー） - 2004年9月18日
- 田代優美（当時：ニッポン放送アナウンサー） - 2005年12月

## コーナー
- ジャージを着て取材に行く

気になる店や場所に取材に行くロケコーナーであるが、取材時の制服として「ジャージ」着用を義務付けており、これは代理パーソナリティも同様に適用される。